# Општина Кошешти (Арђеш)
Кошешти (рум. Coşeşti) општина је у Румунији у округу Арђеш.
Oпштина се налази на надморској висини од 370 m.